# Charles Aimé de Royrand
Charles Aimé de Royrand (francès: Charles de Royrand)  (Saint-Fulgent, 14 de març de 1726 - Sermaise, 5 de desembre de 1793) es va convertir en un líder vendeà en la Revolta de La Vendée, una revolta contra la Revolució Francesa. Es va incorporar a l'Exèrcit Reial francès i va servir en un regiment d'infanteria durant la Guerra de la Independència dels Estats Units abans de retirar-se a les seves terres el 1780. Quan va esclatar la insurrecció vendeana el 1793 va ser escollit el líder de l'exèrcit del sud. Va dirigir les forces rebels a Luçon, Cholet i Entrames. Va ser ferit mortalment a Entrames i el 26 d'octubre i va morir a Baugé-en-Anjou.

## Vida de joventut
Charles Aimé de Royrand era un dels tres fills de Charles Samuel de Royrand i Louise Jacquette Sageot, tots anomenats Charles. Els dos altres eren Charles Louis i Charles Augustin. Un quart fill René François va néixer el 1735. Charles Aimé es va incorporar al Regiment d'Infanteria de Navarra i després es va traslladar al Regiment Armagnac. Després de lluitar en la Guerra Revolucionària dels Estats Units i possiblement en la guerra francesa i índia anterior, va tornar a França el 1780 i es va retirar a les seves propietats situades a prop de Saint-Fulgent, Chavagnes-en-Paillers i Saint-Georges-de-Montaigu. Durant els seus anys de servei militar, se li va concedir l'Orde de Sant Lluís.

## Rebel·lió vendeana

### Comandament de l'exèrcit i Luçon
En esclatar la Guerra a la Vendée, els vendeans locals es van oferir a fer de Royrand el seu líder, però al principi es va mostrar reticent a acceptar-lo. Ben aviat fou reconegut com a líder de l'anomenat Exèrcit del Centre que defensava el front sud de la Vendée. Va demostrar ser un organitzador capaç mentre assignava al seu segon comandant Charles Sapinaud de La Rairie per dirigir els rebels al camp. Els rebels es van formar en tres forces principals de les quals l'exèrcit de la Vendée Alta era la més gran, amb fins a 50.000 homes. L'Exèrcit de la Baixa Vendée sota l'ex-oficial militar de François de Charette tenia fins a 20.000 rebels als pantans occidentals, mentre que l'Exèrcit del Centre comptava entre 10.000 i 12.000 homes a la zona dels voltants de Les Herbiers i Chantonnay.
Els rebels es van oposar a l'Exèrcit Republicà de les Costes de Cherbourg, a l'Exèrcit de les Costes de Brest sota Jean Baptiste Camille Canclaux i a l'Exèrcit de les Costes de La Rochelle sota Armand Louis de Gontaut, duc de Biron. Mentre Canclaux ostentava Angers, Nantes i el departament de la costa oest de Loire-Inférieure, Biron era responsable de Les Sables-d'Olonne, Luçon, Fontenay-la-Comte, Niort i Saumur. Al març, els republicans van desplegar 34 batallons voluntaris i dos regiments d'infanteria més dos regiments de cavalleria. La Convenció Nacional va impulsar reforços a l'escena, incloent-hi 12 batallons de voluntaris mal disciplinats de París, sota Antoine Joseph Santerre.
Al maig de 1793, mentre l'exèrcit de Royrand vigilava la vora sud de la Vendée, els rebels van apoderar-se de Bressuire i Thouars a l'est. El 13 de maig van capturar La Châtaigneraie, però el 16 van ser refusats de Fontenay. L'exèrcit principal de 35.000 homes reunits sota Charles de Bonchamps, Maurice D'Elbée, Henri de La Rochejaquelein i Louis Marie de Lescure. El 25 de maig, l'exèrcit vendeà va derrotar a 14.000 republicans sota Alexis Chalbos a la batalla de Fontenay-le-Comte, prenent 40 canons. Va ser seguida per una victòria rebel. La divisió de Jacques de Menou de Boussay a la batalla de Saumur, el 9 de juny, en què els vendeans van capturar 46 canons. El 28 de juny, Royrand va atacar Luçon però Claude Sandoz i la seva guarnició republicana el van expulsar. El 29 Canclaux van repel·lir un atac vendeà a la batalla de Nantes. Mentrestant, Biron va enviar a François-Joseph Westermann a una incursió destructiva al cor de la Vendée. El principal exèrcit rebel va fer massa contra Westermann i va dirigir la seva divisió a la Primera Batalla de Châtillon el 5 de juliol.
Els generals republicans no estaven d'acord sobre la manera d'afrontar la rebel·lió. Biron i Canclaux van voler realitzar un atac concèntric, mentre que els generals i representants de la missió a Saumur, que havien estat ocupats, van voler atacar des de l'est i conduir els rebels contra la costa. Fent cas dels desitjos de Biron, 12.000 homes de la divisió Saumur sota La Barollière es van desplaçar cap a l'oest. El 18 de juliol, els vendeans van atacar i van encaminar els republicans a la batalla de Vihiers. Biron va ser cridat a París i enviat a la guillotina el 31 de desembre de 1793. Biron va ser substituït per Jean Antoine Rossignol, un demagog polític. Al sud, davant la direcció de Royrand, es trobaven la divisió Luçon, sota Augustin Tuncq i la divisió Fontenay, sota Chalbos. El 25 de juliol, Tuncq va ocupar Chantonnay, cremant la ciutat i destruint menjar i armes abans de tornar a Luçon. Provocats per aquesta incursió, Royrand i D'Elbée amb 12.000-15.000 rebels van atacar Luçon, però van ser rebutjats el 30 de juliol.
Volent assegurar el seu flanc sud, els vendeans van decidir tornar-se a lluitar contra Luçon. El 12 d'agost, les forces de Charette i D'Elbée es van unir a l'exèrcit del Centre de Royrand a Chantonnay. Conscient de la superioritat numèrica rebel, Lescure aconsellà implicar els republicans en una plana oberta. Com que François François Séverin Marceau-Desgraviers havia dut a terme un reconeixement efectiu, Tuncq era conscient que els rebels estaven massificant un gran atac. Va desplegar 9.000 soldats i 31 canons en doble línia en alguns turons de fora de Luçon. El 14 d'agost de 1793, a la batalla de Luçon, 14.000–35.000 vendeans van muntar un assalt amb Charette i Lescure a la dreta, Elbée i Royrand al centre i La Rochejaquelein a l'esquerra. Al principi, els homes de Charette i Lescure van fer retrocedir el flanc esquerre republicà i van sobrepassar cinc canons, però els atacs van estar mal cronometrats i la columna d'Elbée i Royrand va arribar massa tard. Després de retirar-se la primera línia republicana, la segona línia es va aixecar i va llançar un contraatac sorpresa. Marceau, amb una mica de cavalleria i infanteria, va fer retrocedir el lateral dret rebel. L'artilleria republicana va ser manejada amb força, provocant pèrdues i desmoralitzant els homes de Royrand. La columna de La Rochejaquelein només va arribar a temps per cobrir la retirada. Els vendeans van patir 1.500 víctimes i van abandonar 18 canons.

## Chantonnay, Cholet i Entrames
Tuncq va enviar 7.000 soldats sota René François Lecomte i Marceau al nord per ocupar Chantonnay en una posició exposada. Renyant els seus generals per no cooperar, Rossignol va ordenar a Chalbos que s'apoderés de La Châtaigneraie. Sentint-se amenaçat pel control republicà de Chantonnay, els líders vendeans van decidir reprendre-la. Enviant a Royrand per fer un esvaït atac contra Quatre Chemins, 25.000 rebels i 21 canons van atacar la divisió Luçon. El 5 de setembre de 1793, els vendeans van aixafar als republicans en la batalla de Chantonnay. Només 2.500 dels 7.500 republicans van escapar del desastre i Lecomte i Marceau van rebre l'ordre de reconstruir la divisió. En aquest moment, la posició republicana a la Vendée va ser salvada per una indirecta ajuda prussiana. El 23 de juliol de 1793, el setge de Magúncia va acabar amb la capitulació de la guarnició francesa. D'acord amb els termes, els soldats francesos van ser declarats amb la condició que no lluités contra la Coalició durant un any. Tal com va assenyalar Alexandre de Beauharnais, els termes no van excloure la guarnició de la lluita contra els rebels vendes. Aviat 14.000 soldats veterans de l'anomenat exèrcit de Mainz sota Jean-Baptiste Annibal Aubert du Bayet van sortir a la marxa cap a la Vendée.
A principis de setembre, els reforços es van unir a Canclaux a Nantes. Els generals i els representants republicans van acordar realitzar un atac convergent a la Vendée amb l'empenta principal procedent de Nantes. No obstant això, Rossignol no va cooperar i va ordenar que les divisions Luçon i Fontenay es retiressin. En conseqüència, amb l'exèrcit de Royrand vigilant el tranquil sector del sud, els altres exèrcits vendeans es van concentrar contra les restants columnes republicanes. El 18 de setembre de divisió Santerre Saumur va caure en una emboscada a la batalla de Coron i va ser derrotada. L'ofensiva de Canclaux va avançar al principi, però les seves columnes van ser batudes a la batalla de Tiffauges el 19 de setembre i Batalla de Montaigu tres dies després. La divisió de Sables-d'Olonne va ser destrossada per Charette a la batalla de Saint-Fulgent. Canclaux i Rossignol van llançar una nova ofensiva amb el resultat d'un èxit a la batalla de Saint-Symphorien el 6 d'octubre, però les seves derrotes anteriors i la connivència del radical Charles-Philippe Ronsin van provocar una reorganització dels comandants republicans a principis d'octubre. Canclaux i Du Bayet van ser destituïts, Rossignol va ser traslladat per dirigir un afeblit Exèrcit de les Costes de Brest i una nova força, l'Exèrcit d'Occident va ser situat sota Jean Léchelle. El nou exèrcit va absorbir l'Exèrcit de les Costes de La Rochelle, tropes de Canclaux a Nantes i Exèrcit de Magúncia.
En aquest moment, els líders vendeans no van cooperar eficaçment. Charette es va preocupar de capturar Noirmoutier a la costa. A l'est, les divisions Saumur, Thouars i Fontenay es van unir a Bressuire sota Chalbos i Westermann i es van desplaçar cap a l'oest. Les divisions de Luçon i Sables-d'Olonne van ser ordenades al nord per unir-se al principal exèrcit republicà de Léchelle, a prop de Tiffauges. A mesura que la Divisió Luçon va avançar, va capturar Les Herbiers de 3.000 rebels sota Royrand. Les columnes republicanes es van moure ràpidament, obligant les forces vendeanes dirigides per Royrand, Elbée, Bonchamps i Lescure a reagrupar-se a prop de Cholet. Mentre intentava contactar amb la guàrdia avançada de l'exèrcit principal sota Michel de Beaupuy, la divisió Luçon fou emboscada a la batalla de La Tremblaye el 15 d'octubre. Després que el seu comandant es convertís en ferit, Marceau es va fer càrrec i amb l'ajuda de Beaupuy, va expulsar els rebels. Lescure va resultar ferit greu.
Els republicans van ocupar Cholet el 16 d'octubre i Jean-Baptiste Kléber es va preparar per defensar la ciutat dels atacs rebels. Kléber va desplegar 22.000 soldats i 30 canons, molts dels quals veterans de l'Exèrcit de Magúncia. Va col·locar Beaupuy i Nicolas Haxo a l'esquerra, Marceau al centre i Louis Antoine Vimieux a la dreta. Durant la nit van arribar Chalbos i François Muller amb 9.000 reforços. El 17 d'octubre de 1793, els republicans foren atacats per 41.000 vendeans a la batalla de Cholet. Elbée i Bonchamps van dirigir el centre mentre Jean-Nicolas Stofflet i La Rochejaquelein va dirigir les ales. Royrand no s'esmenta. Després d'una amarga lluita, els republicans van fer caure els rebels amb grans pèrdues. Elbée va resultar greument ferit i Bonchamps va morir l'endemà. L'exèrcit vendeà es va creuar a la riba nord del Loira a Saint-Florent-le-Vieil mentre els soldats republicans celebraven la seva victòria en córrer a Cholet i Beaupréau.
L'exèrcit catòlic i real, amb un nombre de 50.000, inclosos 30.000-35.000 homes de lluita, van elegir a La Rochjaquelein com a líder. Ells esperaven reclutar bretons a la seva causa, però la gent local es va quedar a casa. Els Vendeans es van traslladar a Laval amb l'exèrcit d'Occident en persecució. Léchelle es va mostrar ràpidament incapaç de dirigir un exèrcit. Després de passar per Château-Gontierel el 25 d'octubre, la guàrdia republicana de l'avantguarda sota Westermann va caure en una emboscada Vendean al sud de Laval i va ser retirada. Tot i que tant Kléber com Marceau van aconsellar precaució, Léchelle i els representants van insistir en l'avançament l'endemà. Sens dubte, Léchelle va ordenar que l'exèrcit de 25.000 homes marxés a la batalla en una sola columna. L'endemà al matí, Beaupuy i Marceau es van trobar amb els rebels a prop d'Entrammes. Kléber aviat va portar la seva divisió a la lluita, però amb l'exèrcit estret en una sola carretera va resultar difícil que els republicans poguessin entrar en acció de més tropes. De fet, Léchelle va romandre a la rereguarda durant tota la batalla i no va poder comprometre la reserva. Dirigits per La Rochejaquelein i Royrand al centre, els vendeans van obligar els republicans, convertint el canó capturat contra els seus antics propietaris. Després que una altra força rebel·la els va colpejar en el flanc, els soldats republicans van començar a fugir. A la batalla d'Entrames del 26 d'octubre, els vendeans van dispersar l'Exèrcit d'Occident provocant pèrdues molt importants i capturant 19 canons.
Royrand va resultar ferit mortal a Entrames. Després de caure, La Rochejaquelein va instar els seguidors de Royrand a venjar-se del seu líder. Royrand es va perllongar fins al 5 de desembre de 1793, quan va morir a prop de Baugé-en-Anjou.

## Família
La família va patir tràgicament en la rebel·lió. El germà Charles Augustin nascut el 9 de març de 1731 a Montaigu es va convertir en oficial naval francès. Ferit contra els britànics a la batalla d'Ushant el 27 de juliol de 1778, va adquirir el sobrenom de Bras-Coupé (Arm-Off). Es va retirar a casa seva a Chavagnes-en-Paillers. Quan es va esclatar la revolta, els vendeans van demanar a Charles Augustin que els dirigís i el van matar en els combats a La Guérinière el 19 de març de 1793. El seu nebot era Charles César, fill del germà Charles Louis Royrand de Roussière i Thérèse Charlotte du Chaffault, filla de l'almirall Louis Charles du Chaffault de Besné. Charles César de Royrand i la seva dona Emile Louise Gabrielle de Suzannet van emigrar a Brussel·les el 1791. Va fugir a la República holandesa i finalment a Anglaterra on es va incorporar a l'emigrat Regiment Hector com a sotstinent. En participar en l'expedició a Quiberon, Charles César va ser capturat i executat pels republicans el 2 d'agost de 1795.